# Liste von Kunstwerken im öffentlichen Raum im Kreis Recklinghausen

Kreis Recklinghausen

Die Liste von Kunstwerken im öffentlichen Raum im Kreis Recklinghausen gibt einen Überblick über Kunst im öffentlichen Raum im Kreis Recklinghausen, darunter Skulpturen, Plastiken, Landmarken und weitere Kunstwerke in Castrop-Rauxel, Datteln, Dorsten, Gladbeck, Haltern am See, Herten, Marl, Oer-Erkenschwick, Recklinghausen und Waltrop. Es besteht kein Anspruch auf Vollständigkeit.

## Übersicht
- Liste von Kunstwerken im öffentlichen Raum in Castrop-Rauxel
- Liste von Kunstwerken im öffentlichen Raum in Datteln
- Liste von Kunstwerken im öffentlichen Raum in Dorsten
- Liste von Kunstwerken im öffentlichen Raum in Gladbeck
- Liste von Kunstwerken im öffentlichen Raum in Haltern am See
- Liste von Kunstwerken im öffentlichen Raum in Herten
- Liste von Kunstwerken im öffentlichen Raum in Marl
- Liste von Kunstwerken im öffentlichen Raum in Oer-Erkenschwick
- Liste von Kunstwerken im öffentlichen Raum in Recklinghausen
- Liste von Kunstwerken im öffentlichen Raum in Waltrop